# Chato
Chato – wulkan w Kostaryce, znajdujący się w Cordillera de Guanacaste.
Wznosi się na wysokość 1140 m n.p.m. Chato jest stratowulkanem z jeziorem wypełniającym jego krater. Z wulkanu spływa wodospad La Fortuna Waterfall o wysokości 70-75 metrów. Ostatnia jego aktywność miała miejsce ok. 3500 lat temu.
Chato wraz z wulkanem Arenal jest częścią Parku Narodowego Arenal.